# Copelatus brevistrigatus
Copelatus brevistrigatus är en skalbaggsart som beskrevs av Guignot 1959. Copelatus brevistrigatus ingår i släktet Copelatus och familjen dykare. Inga underarter finns listade i Catalogue of Life.